# عبد الله العويشير
عبد الله العويشير حارس مرمى كرة قدم سعودي، مواليد 13 مايو 1991 في الأحساء. 

## مسيرة اللاعب
لعب سابقاً لنادي الفتح نادي النصر ونادي أحد ونادي الشباب ونادي الوحدة ونادي الاتفاق.

## روابط خارجية
- عبد الله العويشير على موقع Soccerway.com (الإنجليزية)
- عبد الله العويشير على تويتر.